# Rafael Benítez
Rafael "Rafa" Benítez Maudes, född 16 april 1960 i Madrid, är en spansk fotbollstränare och före detta spelare. Som fotbollsspelare uppnådde Benítez inga större framgångar, men som manager har han lyckats bättre.

## Tränarkarriär
År 1986 blev han tränare för Castilla Ungdom B och fram till 1993 pendlade han mellan olika sysslor inom klubben. Därefter tog hans tränarkarriär fart då han bl.a. ansvarade för CA Osasuna och Valencia CF innan han fick tränarjobbet hos Liverpool FC sommaren 2004.
År 2004 ledde han Valencia till segern i Uefacupen och redan året efter ledde han Liverpool till segern i Champions League. I finalen mot AC Milan vände de 0-3 till 3-3 och vann sedan på straffar. I och med de båda internationella framgångarna blev han den första managern att vinna europeiska cuper med två olika lag.
Den 3 juni 2010 meddelade Liverpool via sin officiella webbplats att man hade kommit överens med Benítez att säga upp hans kontrakt som manager för klubben.
Efter att tränaren José Mourinho hade lämnat Inter och blivit ny tränare i Real Madrid sommaren 2010 skrev Benitez på ett tvåårskontrakt med Inter. Under sin sex månader i klubben vann han VM för klubblag men dåliga resultat i ligan gjorde att han fick sparken den 23 december 2010. Efter att Di Matteo hade fått sparken stod det klart att Benitez tar över i Chelsea FC. Den 21 november blev han officiellt ny tränare i Chelsea.. Säsongen 2013/2014 tog han över italienska Napoli. Till säsongen 2015/2016 blev det klart att Benitez tar över spanska Real Madrid.
Den 2 juli 2019 blev Benítez utsedd till ny tränare i kinesiska Dalian Professional.
Den 30 juni 2021 blev Benítez utsedd till ny tränare i Everton, där han skrev på ett treårskontrakt. Efter ett antal sämre resultat befriades han från sitt uppdrag den 16 januari 2022, dagen efter en 2–1-förlust borta mot tabelljumbon Norwich City.

## Meriter

### Tränarmeriter
Med Real Madrid U19
- Segrare
  - Spanska U19-Ligan: 1993
  - Spanska U19-Cupen: 1991, 1993

Med Extremadura
- Tvåa
  - Segunda División: 1998

Med Valencia
- Segrare
  - Spanska ligan: 2002 och 2004
  - Uefacupen: 2004

Med Liverpool
- Segrare
  - Champions League: 2005
  - Europeiska Supercupen: 2005
  - FA-Cupen: 2006
  - Charity Shield: 2006

- Tvåa
  - VM för klubblag: 2005
  - Engelska Ligacupen: 2005
  - Champions League: 2007
  - FA Premier League: 2009

Med Inter
- Segrare
  - VM för klubblag: 2010

Med Chelsea
- Segrare
  - Uefa Europa League: 2013